# 710-е годы до н. э.
710-е (семьсо́т деся́тые) го́ды до на́шей э́ры по пролептическому юлианскому календарю — промежуток времени с 1 января 719 года до н. э. по 31 декабря 710 года до н. э., включающий с 719 по 711 годы 9-го десятилетия  и 710 год 10-го десятилетия VIII века 1-го тысячелетия до н. э. Им предшествовали 720-е годы до н. э., за ними следовали 700-е годы до н. э. Они закончились 2735 лет назад.

## События

### 719 год до н. э.
- царь Урарту Руса I нападает на Манну, царь Ассирии Саргон II начал войну с Урарту, защищая своего союзника, взял города Шуандахуль, Дурдукка, Сукку, Бала и Абитикна
- царь Ассирии Саргон II совершает поход на Мусасир и принуждает царя Урзану признать его сюзеренитет
- ассирийская армия занимает всю Палестину, «десятиколенное» царство Израиля разгромлено, начало очередного рассеяния
- в Иудее взошёл на престол царь Езекия, начавший реставрацию культа единого бога
- после трёхлетней осады царь Тира Элулай подчиняется Ассирии и соглашается платить дань

### 718 год до н. э.
- 5-й год по эре правления луского князя Инь-гуна[1].
- Весной ван отправился наблюдать за рыбной ловлей в Тан[2]. Благородные мужи из Лу насмехались над ним[3].
- В 4 луне был похоронен вэйский Хуань-гун[4].
- Осенью вэйское войско напало на Чэн, так как в 719 году чэнцы вторгались в Вэй[5].
- В 9 луне в Лу освящён храм («кумирня») княгини Чжун-цзы, и начали «употреблять шесть перьев», то есть проводить при жертвоприношениях танцы в 6 рядов (согласно «Цзо чжуань», 6 рядов полагается князю, по Гуляну и Гунъяну, лускому князю полагалось лишь 4 ряда)[6]. Тогда же в Лу зерно пострадало от вредителей («появился хлебный червь»)[7].
- В 9 луне Чжу и Чжэн воевали с Сун. По «Цзо чжуань», сунцы овладели землями Чжу, войско Чжу, Чжэн и Чжоу дошло до предместий Сун, а луский гун отказал Сун в помощи[8]. Согласно «Ши цзи», чжэнцы напали на Сун и Вэй, а сунцы пошли в поход на Чжэн[9]. В 12 луне сунцы осадили Чан-гэ[10].
- В 12 луне, в день синь-сы умер луский гун-цзы Коу (дядя Инь-гуна)[11].
- Умер князь Цзинь Ао-хоу. Цюйвоский правитель вновь напал на Цзинь. Ван послал Го-гуна напасть на Цюйво, и Чжуан-бо отошёл. В Цзинь был поставлен у власти сын Ао-хоу Гуан (Ай-хоу, эра правления 717-710)[12].
- Умер наследник циньского князя, ему пожаловали титул Цзин-гун, а его старший сын объявлен наследником[13].
- Не ранее 718 (710-е годы) — вэйский Сюань-гун собрался женить своего наследника Цзи на циской княжне, но сам взял её в жёны, и она родила ему сыновей Шоу и Шо[14]. Это описано в песне «Ши цзин» «Новая башня» (I, III 18)[15].

### 717 год до н. э.
- Ромул вознёсся на небо, год безвластия в Риме до восшествия на престол царя Нумы
- образовалась военная коалиция против Ассирии, в которую вошли Фригия под правлением царя Мита (Мидас), государства юго-восточной Малой Азии и Северной Сирии, Урарту.
- ассирийцы одержали победу над Писарисом, царём Каркемиша, ассирийский царь Саргон II основал крепость Хорсабад и присоединил к Ассирии Каркемиш, Табал и Коммагену, совершил поход во Фригию
- выходцы из Халкиды основали колонию Регий
- царём Элама стал Шутрук-Наххунт II

### 716 год до н. э.
- В Древней Греции состоялись 16-е Олимпийские игры.
- В Древнем Египте вступил на престол фараон Шабака (Нефер-ка-Ра) — третий фараон XXV (эфиопской) династии.
- В Древнем Египте в Нижнем царстве оставил трон фараон Тефнахт I (Сперсес-ре) — основатель XXIV династии.
- В Маннейском царстве на престол взошёл Уллусуну, брат Азы. Война с Ассирией.
- В Иудее на престол взошёл царь Манассия.
- Царём Лидии после убийства Кандавла стал его бывший страж Гиг (Гигес).
- 7-й год по эре правления луского князя Инь-гуна[16].
- В 3 луне луская княжна Шу-цзи отправлена замуж в Цзи[17].
- В 3 луне умер князь княжества Тэн (тэнский хоу)[4].
- Летом построен город в Чжунцю[18].
- Летом младший брат циского князя Нянь прибыл с визитом в Лу[19].
- Осенью луский князь воевал с Чжу[20].
- Зимой посол чжоуского вана Фань-бо прибыл в Лу. Жуны напали на посла в Чуцю и принудили вернуться обратно[21].
- Умер князь Цинь Вэнь-гун. Ему наследовал 10-летний внук Нин-гун (эра правления 715—704)[22].
- Умер правитель Цюйво Чжуан-бо, ему наследовал сын Чэн (будущий У-гун, эра правления 715—677)[23].

### 715 год до н. э.
- в Риме стал править второй царь Нума Помпилий, был женат на дочери Тита Тация, правил 43 года.
- в Риме построен храм Януса.
- в Риме основана коллегия каменщиков — легендарная дата основания масонства.
- нубийский царь Шабака захватил весь Древний Египет, взял в плен и сжёг живым Бокхориса, XXV династия становится единственной правящей.
- ассирийский царь Саргон II начал многолетнюю войну против Мидии, победа Саргона над коалицией Урарту, Маны, Мидии и других царств, захват в плен вождя мидийцев Дайукку (Дейока), царь Урарту Руса I сдал 22 крепости, столкновение войск Саргона с фригийской армией.
- Царём Иудеи стал Езекия.

### 714 год до н. э.
- поход Саргона на Урарту, победа ассирийцев над войсками царя Урарту Русы I в битве на горе Уауш, опустошение Урарту и взятие Мусасира.
- В Урарту начинает править Аргишти II
- 9-й год по эре правления луского князя Инь-гуна[24].
- Весной чжоуский посол Нань-цзи прибыл с визитом в Лу[17].
- В 3 луне, в день гуй-ю в Лу был сильный дождь, гром и молния (то же отмечено в «Ши цзи»[25]), а в день гэн-чэнь — сильный дождь со снегом[26]. В той же луне умер луский сановник Се[19].
- Летом был построен город в Лан[20].
- Зимой князья Лу и Ци собрались на съезд в Фан и совещались о нападении на Сун[27].
- Циньский князь Нин-гун перенёс столицу в Пинъян и отправил войска против Таншэ (ставки вождя жунов)[13].
- По «Цзо чжуань», чжэнцы напали на Сун и наказали его за отказ являться ко двору вана[28].

### 713 год до н. э.
- Фригия заключила мир с Ассирией.
- 10-й год по эре правления луского князя Инь-гуна[29].
- Во 2 луне князья Лу, Ци и Чжэн провели съезд в Чжун-цю, планируя войну с Сун[17].
- Летом войска Ци, Лу и Чжэн начали войну с Сун (лусцами командовал княжич Хуэй) и нанесли поражение сунцам. В 6 луне, в день жэнь-сюй луский князь разбил сунцев в Гуань (местность в Сун), в день синь-вэй чжэнцы взяли Гао, в день синь-сы — Фан (оба города они отдали Лу). Осенью сунцы и вэйцы напали на Чжэн. Войска Сун, Вэй и Цай напали на Дай, но чжэнский князь окружил Дай и взял в плен 3 армии[30]. В 12 луне, в день жэнь-у войска Ци и Чжэн вступили в Чэн[31].
- Циньцы разбили войска Бо, боский ван бежал к жунам. Таншэ было уничтожено[13].

### 712 год до н. э.
- Начало строительства Бит-Шаррукина.
- 11-й год по эре правления луского князя Инь-гуна[29].
- Весной князья Тэн и Се прибыли в Лу для аудиенции у луского гуна[17].
- Князья Лу и Чжэн провели съезд в Ши-лай (в Чжэн)[4].
- В 7 луне в день жэнь-у князья Лу, Ци и Чжэн напали на Сюй[18].
- Зимой луский княжич Хуэй просил у князя разрешения убить наследника Юня, а его сделать советником. Инь-гун не согласился, и сам был убит в 11 луне, в день жэнь-чэнь, в доме рода Вэй человеком, посланным Хуэем[32] (в «Чуньцю» насильственная смерть не упомянута). Это событие неоднократно упоминается Сыма Цянем[33].
- Убит князь Лу Инь-гун, правителем поставлен Цзы-юнь (Хуань-гун, эра правления 711—694), сын дочери сунского У-гуна[34].
- Войска Чжэн и Го напали на Сун[35].

### 711 год до н. э.
- Первое упоминание в ассирийских текстах о греках. Победа ассирийцев над греками.
- Первый год по эре правления луского князя Хуань-гуна[36].
- В 3 луне князья Чжэн и Лу провели съезд в Чуй. чжэнский князь подарил лускому яшму дополнительно при обмене полей в Сюй[37] (либо просил отдать ему Бэн и вернуть поля в Сюй[38]).
- В 4 луне, в день дин-вэй князья Чжэн и Лу заключили договор в Юэ, подтвердив обратный обмен Бэн на поля в Сюй[39].
- Осенью в Лу было половодье[20].
- Умер князь Янь Му-хоу, ему наследовал сын Сюань-хоу (эра правления 710—698)[40].
- сунский сановник Хуа Ду был поражён красотой жены дасыма Кун-фу Цзя. Он послал людей агитировать, что в 11 войнах за время правления сунского Шан-гуна виновен Кун-фу[41].

### 710 год до н. э.
- 710 (709) — Основание Сибариса — колонии ахейцев и спартанцев на берегу Тарентского залива.
- Ок.710 — Основание ахейской колонии Кротон (Южн. Италия).
- Ок.710-ок.690 — Царь Спарты Завксидам из рода Эврипонтидов.
- Поход двух отрядов войск Ассирии на Вавилонию. Победа над Мардук-апал-иддином при Вавилоне и захват Бит-Якина. Бегство Мардук-апал-иддина. Саргон становится царём Вавилона. Цари Кипра и островов Дильмун присылают Саргону дань.
- 2-й год по эре правления луского князя Хуань-гуна[42].

## Важнейшие события
- царь Урарту Руса I был разгромлён в Каппадокии киммерийцами
- Середина 710-х годов — Спор спартанцев с аргосцами из-за Фиреатидской равнины.